# Xã Rush, Quận Tuscarawas, Ohio
Xã Rush (tiếng Anh: Rush Township) là một xã thuộc quận Tuscarawas, tiểu bang Ohio, Hoa Kỳ. Năm 2010, dân số của xã này là 880 người.